# Microseridinae
Microseridinae es una subtribu de la tribu Cichorieae de plantas con flores perteneciente a la familia Asteraceae, subfamilia Cichorioideae con los siguientes géneros.
La subtribu Microseridinae, después de la circunscripción por Kilian & al. (2009), consta de  115 especies en  22 géneros, de los cuales todos menos uno son principalmente de América del Norte. Picrosia es de América del Sur y una especie de (Microseris) está presente en Australia y Nueva Zelanda como  resultado de la dispersión a larga distancia. Se excluye el  género Phalacroseris, que se ha demostrado por Gemeinholzer & al. (En Kilian & al. 2009) que pertenece principalmente a la antigua subtribu Cichoriinae.

## Géneros
| - Agoseris - Anisocoma - Atrichoseris - Calycoseris - Chaetadelpha - Glyptopleura - Krigia | - Lygodesmia - Malacothrix - Marshalljohnstonia - Microseris - Munzothamnus - Nothocalais - Picrosia - Pinaropappus | - Pleiacanthus - Prenanthella - Pyrrhopappus - Rafinesquia - Shinnersoseris - Stephanomeria - Uropappus |